# 中風
中風（ちゅうふう、ちゅうぶ）は、現在では脳血管障害（脳卒中）の後遺症（偏風）である半身不随、片麻痺、言語障害、手足の痺れや麻痺などを指す言葉として用いられている。中気、卒中または俗に「よいよい」などともいう。

## 歴史
江戸時代の医学書『病名彙解』では中風を「真中風」「類中風」「卒中風」に分ける。「真中風」は悪い風「風邪（ふうじゃ）」にあたることを指し、これが本来中国医学で言うところの中風であった。「類中風」は暑さや食べ物にあたることを指し、現代で言うところの熱中症、食中毒にあたる。「卒中風」はにわかに昏倒する病であり、これが現代の脳卒中を指す。
貝原益軒は『養生訓』巻六で、中風を外の風にあたった病ではなく内に生じた風にあたった病であるとした上で、色白、肥満、酒呑みの者が40歳を過ぎて気の衰えた頃に発病し、手足のしびれや言語障害などの症状を生じるとしている。

## 中風七穴
中風七穴（ちゅうふうしちけつ）は、運動障害や手足のまひ、半身不随などの症状に有効とされる経穴の組み合わせで、
1. 百会穴
2. 曲鬢穴または大椎穴
3. 肩井穴
4. 風市穴または風池穴
5. 足三里穴
6. 接骨穴←絶骨穴（懸鐘穴）または間使穴
7. 曲池穴

書物によって経穴には異同がある。

## 関連作品
『新約聖書』のマルコ2:1~12などに、中風の人が登場する。イエス・キリストに癒してもらおうと多くの群衆が滞在していた家におしかけるが、中風の人は寝たきりだったので、仲間の4人は屋根をはがしてそこから中風の人を吊り下ろし、イエス・キリストに癒される。